# Ocnogyna immaculata
Ocnogyna immaculata là một loài bướm đêm thuộc phân họ Arctiinae, họ Erebidae.